# Manitou Springs
Manitou Springs es una ciudad ubicada en el condado de El Paso en el estado estadounidense de Colorado. En el año 2000 tenía una población de 4980 habitantes y una densidad poblacional de 634,2 personas por km².

## Geografía
Manitou Springs se encuentra ubicada en las coordenadas 38°51′24″N 104°54′36″O / 38.85667, -104.91000.

## Demografía
Según la Oficina del Censo en 2000 los ingresos medios por hogar en la localidad eran de $40,514, y los ingresos medios por familia eran $57,260. Los hombres tenían unos ingresos medios de $39,102 frente a los $24,286 para las mujeres. La renta per cápita para la localidad era de $24,492. Alrededor del 7,9% de la población estaban por debajo del umbral de pobreza.